# Socket 1366
Patice 1366 (Socket 1366, Socket T, LGA 1366) je nástupcem Patice 775 v nejvyšším segmentu jakož i Patice 771 v low-endu. Je určena pro procesory Core i7 a Xeon – ty i v dvouprocesorových (2P) konfiguracích. Obsahuje 1366 kontaktů. A FSB nahrazuje nová Intel QuickPath Interconnect. Jejími nástupci jsou patice LGA  2011 a LGA  1356.